# Paullinia microneura
Paullinia microneura är en kinesträdsväxtart som beskrevs av José Cuatrecasas. Paullinia microneura ingår i släktet Paullinia och familjen kinesträdsväxter. Inga underarter finns listade i Catalogue of Life.